# Ode to J. Smith
Ode to J. Smith è il sesto studio album della indie rock band scozzese Travis. L'album è uscito il 29 settembre 2008 nel Regno Unito.

## Tracce
1. Chinese Blues – 3:46
2. J. Smith – 3:04
3. Something Anything – 2:22 (Healy, Dougie Payne)
4. Long Way Down (Healy, Payne) – 2:39
5. Broken Mirror – 3:12
6. Last Words (Healy, Payne) – 4:11
7. Quite Free (Andy Dunlop, Healy, Payne) – 4:00
8. Get Up (Healy, Payne) – 3:13
9. Friends - 3:24
10. Song to Self - 3:46
11. Before You Were Young - 3:19
12. Sarah - 4:26 (Bonus Track - Solo Edizione Giapponese)

## Formazione
- Francis Healy – voce, chitarra, armonica a bocca
- Andy Dunlop – chitarra
- Dougie Payne – basso, voce
- Neil Primrose – batteria